# Żmudzki Park Narodowy
Żmudzki Park Narodowy (lit. Žemaitijos nacionalinis parkas) – leży na Żmudzi, w północno-zachodnim krańcu Litwy, ok. 50 km na wschód od Morza Bałtyckiego i miasta Kłajpeda. Utworzony został w 1991 r. i zajmuje powierzchnię 217,2 km².